# Иридоиды

Химическая структура иридомирмецина

Иридоиды — класс вторичных метаболитов, которые встречаются в самых разнообразных растениях и у некоторых животных, включая насекомых. Эти монотерпены синтезируются из изопрена и часто являются промежуточными продуктами в биосинтезе алкалоидов.
Основой структуры иридоидов является бициклическая структура, состоящая из кольца циклопентана, аннелированного с шестичленным кислородсодержащим гетероциклом — тетрагидропираном. Примером химической структуры может служить иридомирмецин — защитное вещество, синтезируемое у рода муравьёв Iridomyrmex, благодаря которому иридоиды и получили своё название. Расщепление связи в кольце циклопентана приводит к подклассу, известному как секо-иридоиды, например, амарогентин. Иридоиды, как правило, содержатся в растениях в виде гликозидов и чаще всего связаны с глюкозой.
Иридоиды синтезируются растениями в первую очередь в качестве защиты от растительноядных животных, насекомых или поражения микроорганизмами.
В соответствии с этой функцией иридоиды, в отличие, например, от каротиноидов или флавоноидов, весьма устойчивы и не разрушаются при длительном хранении или термической обработке содержащих их лекарственных растений. Благодаря своим бактерицидным и антиокислительным свойствам иридоиды могут работать как естественный консервант.

## Значение в медицине
Иридоиды, находящиеся во многих лекарственных растениях, часто являются основой их фармакологического действия. Они имеют широкий спектр биологической активности, в том числе сердечно-сосудистой, антиоксидантной, антигепатотоксической, желчегонной, гипогликемической, болеутоляющей, противовоспалительной, антимутагенной, спазмолитической, противоопухолевой, противовирусной, иммуномодулирующей и слабительной
.
Для человека и других млекопитающих иридоиды часто обладают горьким вкусом.
Аукубин и каталпол являются двумя наиболее распространенными иридоидами в растительном мире. Иридоиды широко распространены в семействах астерид, таких как Вересковые, Логаниевые, Горечавковые, Мареновые, Вербеновые, Яснотковые, Маслиновые, Подорожниковые, Норичниковые, Валериановые и Вахтовые.
Некоторые растения содержат иридоиды в плодах, например, черника, клюква. Плоды растения Моринда цитрусолистная (нони) содержат 12 видов иридоидов, определяющих разностороннюю биологическую активность данного растения, преимущественно ацетиласперулозидную и деацетиласперулозидную кислоты. Их концентрация существенно зависит от региона культивирования плодов.